# Nijel Amos
Pour les articles homonymes, voir Amos.
Nijel Amos ou Nigel Amos (né le 15 mars 1994 à Marobela) est un athlète botswanais, spécialiste du 800 mètres. Il devient le premier médaillé olympique botswanais en remportant la médaille d'argent aux Jeux olympiques de 2012, compétition dans laquelle il établit l'actuel record du monde junior en 1 min 41 s 73.

## Biographie

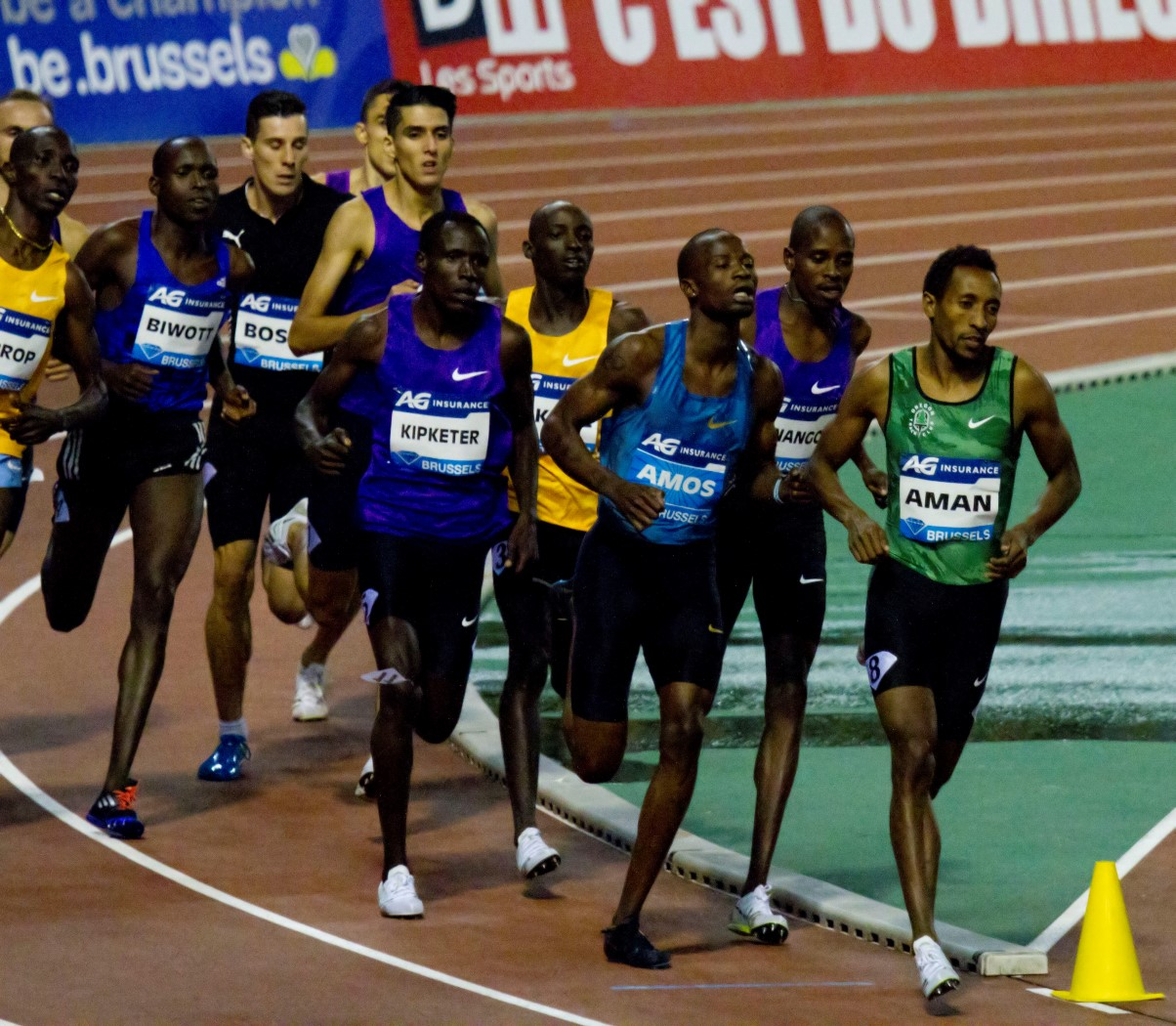
Nijel Amos lors du Memorial Van Damme 2015

En 2011, Nijel Amos remporte la médaille de bronze du 800 m lors des Championnats d'Afrique juniors disputés sur son sol à Gaborone. Devancé par l’Éthiopien Mohamed Aman et le Kényan Anthony Chemut, il établit un nouveau record national junior en 1 min 47 s 38. Il se classe troisième des Jeux du Commonwealth jeunesse de Douglas (île de Man), et cinquième des Championnats du monde cadets, à Lille (1 min 47 s 28).
En juin 2012, à Mannheim, le Botswanais porte son record personnel à 1 min 43 s 11, devenant provisoirement le deuxième meilleur « performeur » mondial de l'année derrière le Kényan David Rudisha. Il améliore par ailleurs de près d'une seconde et demie le record du Botswana senior détenu depuis 2001 par Otukile Lekote. Il participe en juillet aux Championnats du monde juniors de Barcelone et s'adjuge la médaille d'or du 800 m en 1 min 43 s 79, record des Championnats, devant les Kényans Timothy Kitum et Edwin Melly. 
Engagé sur 800 m aux Jeux olympiques d'été de 2012 à Londres, il accède à la finale où il remporte une médaille d'argent, la première du Botswana lors de Jeux olympiques. Il bat à cette occasion le record du monde junior en 1 min 41 s 73, dans une course remportée par David Rudisha en 1 min 40 s 91, nouveau record du monde.
En juillet 2013, Nijel Amos devient champion du monde universitaire, à Kazan en Russie, dans le temps de 1 min 46 s 53. Mais blessé aux quadriceps lors de cette compétition, il doit déclarer forfait pour les championnats du monde de Moscou.
Vainqueur de la Prefontaine Classic 2014, puis deuxième du Meeting Areva derrière le Kényan Asbel Kiprop, il s'impose lors du Meeting Herculis de Monaco en réalisant la meilleure performance mondiale de l'année en 1 min 42 s 45. Il participe fin juillet aux Jeux du Commonwealth, à Glasgow en Écosse, et y remporte le titre du 800 m en 1 min 45 s 18, en devançant pour la troisième fois de la saison David Rudisha. Deux semaines plus tard, au cours des championnats d'Afrique de Marrakech au Maroc, Amos décroche son premier titre continental en s'imposant en finale du 800 m devant Mohammed Aman et Taoufik Makhloufi. Aligné par ailleurs dans l'épreuve du relais 4 × 400 m, il remporte une deuxième médaille d'or en compagnie de Pako Seribe, Leaname Maotoanong et Isaac Makwala. L'équipe du Botswana, qui devance le Nigeria et le Kenya, établit un nouveau record national en 3 min 1 s 89. Le 28 août 2014, il s'impose lors du Weltklasse Zurich en 1 min 43 s 77 et se classe premier du classement général final de la Ligue de diamant 2014.
En septembre 2015, il remporte le 800 m des Jeux africains de Brazzaville devant Makhloufi. 
Le 24 juin 2016, il devient champion d'Afrique en 1 min 45 s 11. Le 5 août, il est le porte-drapeau du Botswana lors de la cérémonie d'ouverture des Jeux olympiques de 2016 à Rio. Néanmoins, il est éliminé dès les séries du 800 m ; il avouera alors plus tard qu'il était blessé et avait dix kilos de trop.
Le 20 juillet 2018, lors du Meeting Herculis à Monaco, Nijel Amos remporte le 800 m en 1 min 42 s 14, le second meilleur chrono de sa carrière après ses 1 min 41 s 73 de 2012. Il s'agit également de la course la plus rapide depuis cette même course de 2012,. Deux jours plus tard, il termine 3e à Londres en 1 min 43 s 29, derrière Emmanuel Korir (1 min 42 s 05) et Clayton Murphy (1 min 43 s 12).
Le 3 août 2018, il conserve une nouvelle fois son titre de champion d'Afrique du 800 m.
Le 12 juillet 2019, il s'impose à Monaco en 1 min 41 s 89, soit le deuxième meilleur chrono de sa carrière et le meilleur temps sur cette distance depuis le record du monde de David Rudisha en 2012. Mais lors du meeting de Londres huit jours plus tard, il se blesse à la jambe droite après 100 m de course, et doit s'éloigner temporairement des pistes. Il revient pour les finales de la Ligue de diamant à Zurich le 29 août, où il termine deuxième de la course derrière l'Américain Donavan Brazier en 1 min 42 s 98. Favori pour le titre mondial à Doha, il doit cependant déclarer forfait à quelques heures du départ des séries le 28 septembre en raison d'une douleur au tendon d'Achille du pied gauche.
En juillet 2022, Nijel Amos est suspendu provisoirement pour dopage, quelques jours avant l’ouverture des championnats du monde d’Eugene, aux États-Unis. Nijel Amos a été contrôlé positif à un modulateur métabolique en juin en dehors des compétitions. Ayant finalement admis ne pas avoir respecté le règlement, il est sanctionné en mai 2023 de 3 ans de suspension qui prennent effet au 12 juillet 2022.

## Palmarès
| Date | Compétition                    | Lieu             | Résultat | Épreuve   | Temps         |
| ---- | ------------------------------ | ---------------- | -------- | --------- | ------------- |
| 2011 | Championnats d'Afrique juniors | Gaborone         | 3e       | 800 m     | 1 min 47 s 38 |
| 2011 | Championnats du monde cadets   | Lille            | 5e       | 800 m     | 1 min 47 s 28 |
| 2012 | Championnats du monde juniors  | Barcelone        | 1er      | 800 m     | 1 min 43 s 79 |
| 2012 | Jeux olympiques d'été          | Londres          | 2e       | 800 m     | 1 min 41 s 73 |
| 2013 | Universiade                    | Kazan            | 1er      | 800 m     | 1 min 46 s 53 |
| 2014 | Jeux du Commonwealth           | Glasgow          | 1er      | 800 m     | 1 min 45 s 18 |
| 2014 | Championnats d'Afrique         | Marrakech        | 1er      | 800 m     | 1 min 48 s 54 |
| 2014 | Championnats d'Afrique         | Marrakech        | 1er      | 4 × 400 m | 3 min 1 s 89  |
| 2014 | Coupe continentale             | Marrakech        | 1er      | 800 m     | 1 min 44 s 88 |
| 2014 | Ligue de diamant               | Ligue de diamant | 1er      | 800 m     | détails       |
| 2015 | Ligue de diamant               | Ligue de diamant | 1er      | 800 m     | détails       |
| 2015 | Jeux africains                 | Brazzaville      | 1er      | 800 m     | 1 min 50 s 45 |
| 2015 | Jeux africains                 | Brazzaville      | 2e       | 4 × 400 m | 3 min 0 s 95  |
| 2016 | Championnats d'Afrique         | Durban           | 1er      | 800 m     | 1 min 45 s 11 |
| 2017 | Championnats du monde          | Londres          | 5e       | 800 m     | 1 min 45 s 83 |
| 2017 | Ligue de diamant               | Ligue de diamant | 1er      | 800 m     | 1 min 44 s 53 |
| 2018 | Jeux du Commonwealth           | Gold Coast       | 8e       | 800 m     | 1 min 48 s 45 |
| 2018 | Championnats d'Afrique         | Asaba            | 1er      | 800 m     | 1 min 45 s 20 |
| 2018 | Coupe continentale             | Ostrava          | 3e       | 800 m     | 1 min 46 s 77 |
| 2019 | Ligue de diamant               | Ligue de diamant | 2e       | 800 m     | 1 min 42 s 98 |
| 2021 | Jeux olympiques                | Tokyo            | 8e       | 800 m     | 1 min 46 s 41 |

## Records
| Épreuve | Temps         | Lieu    | Date            |
| ------- | ------------- | ------- | --------------- |
| 400 m   | 44 s 99       | Padoue  | 16 juillet 2019 |
| 800 m   | 1 min 41 s 73 | Londres | 9 août 2012     |